# Dasypogon ruficauda
Dasypogon ruficauda är en tvåvingeart som först beskrevs av Fabricius 1805.  Dasypogon ruficauda ingår i släktet Dasypogon och familjen rovflugor.
Artens utbredningsområde är Marocko. Inga underarter finns listade i Catalogue of Life.